# Императивный метод
Императивный метод (от лат. imperativus — повелительный, также директивный, авторитарный, метод субординации, метод власти и подчинения) — это метод правового регулирования, характеризующийся неравенством регулирующей и регулируемой стороны. Последняя не имеет выбора, она должна строго подчиняться предписаниям первой, ведь основой данного метода является субординация.
Этот метод широко используется в публичном праве для регулирования так называемых вертикальных отношений, отношений между государством с одной стороны и гражданами и их организациями — с другой.
Регулируя данные отношения, государство одних субъектов (государственные органы, должностных лиц) наделяет полномочиями, на других же (граждан и их организации) возлагает соответствующие обязанности. В результате отношения между этими субъектами складываются как отношения власти и подчинения. В наиболее чистом виде императивный метод правового регулирования проявляет себя в административном праве.
Противоположным императивному является диспозитивный метод регулирования.

## Основные приёмы императивного регулирования
Императивные нормы формулируют запрет либо предписание, которое необходимо исполнять под угрозой применения санкции в качестве меры ответственности. Они устанавливаются регулятором общественных отношений — государством — без желания участников правоотношения. 

### Запрет
Во многих сферах общественной жизни только запрет может быть плодотворным способом правового регулирования. Так, именно запрет используется как основной способ регулирования правоотношений в тех сферах, где могут быть потенциально нарушены права человека. В уголовном, конституционном и иных отраслях права нормы хотя и не содержат прямого указания на запрет, однако наказание за их нарушение и налагает запрет на преступление закона. Таким образом, субъекту нужно воздерживаться от совершения указанных в запрете действий («легальное бездействие», в случае, если законом не предписана обязанность совершить действие — в частности, неоказание помощи больному или оставление в опасности может влечь уголовную ответственность).
Запрет, установленный законом, при отсутствии обязания, позволяет установить пределы дозволенного субъекту поведения («то, что не запрещено законом — разрешено»).

### Приказ или обязание
Противоположным запрету является такая мера императивного метода регулирования как обязание субъекта совершать какие-либо действия. В любом законодательном акте содержатся как нормы, устанавливающие права человека, так и нормы, вменяющие ему определённые обязанности. Это также является проявлением императивного метода правового регулирования.